# 中国人民解放军职工
中国人民解放军职工（简称“军队职工”）是中国人民解放军下属单位有劳动关系的非现役军人的统称。
2000年出版的中国人民解放军军事科学院编《军事大辞海（上）》对“军队职工”的解释是：“是军队中担负军事勤务的非现役军人的统称。是指依照国家法律、法规和军队的规定，与军队机关、部队、院校、仓库、医院等队列单位和企业、事业单位建立劳动关系，并在该单位工作取得劳动报酬的职员干部和工人，是劳动法律关系的主体之一。按用工形式分为全民固定职工、全民劳动合同制职工、临时职工、计划外用工和集体所有制职工。全民职工依据编制分为在编职工和非编职工。军队职工实行统一领导、分级管理、按级负责制，总后勤部是全军职工管理的主管机关，各级后勤是归口管理部门。军队职工享受军队服务津贴、保险福利和离休、退休、退职等待遇。”
军队职工可分为两种，实施分类管理：
- 有军籍的军队职工：即“军队正式职工”、“军队在编职工”、“列入军队队列编制员额的职工”、全民所有制身份的军队固定工。
- 无军籍的军队职工[2][3]：即军队编外职工。还可细分为
  - 列入国家劳动计划的全民所有制军队固定职工[4]：纳入国家劳动计划，并有当地劳动部门正式办理招工手续。

## 历史
1995年，劳动部、总后勤部《关于军队、武警部队用人单位与无军籍职工发生劳动争议如何受理的通知》（劳部发〔1995〕252号）发出。
2000年8月10日，《人事部、劳动和社会保障部、中国人民解放军总后勤部关于军队后勤保障社会化改革中人事和劳动保障工作有关问题的通知》（〔2000〕后司字第332字）发出，为贯彻中央军委主席江泽民关于“军队后勤保障特别是生活保障必须社会化”的指示，确保军队后勤保障社会化改革顺利进行，该通知就职工分流安置问题、职工参加社会保险问题作出规定。并规定，“军队机关事业单位职工，从2000年7月1日起，按国家规定参加当地失业保险，缴纳失业保险费，享受失业保险待遇”。其中，“军队机关事业单位职工”，是指军队机关事业单位中无军籍的所有职工。即：列入军队队列编制员额的职工和不列入军队队列编制员额的职员、工人（含合同制）以及聘用的其他职工（不含离退休人员）。
21世纪初，根据国家人事劳动制度和军队改革部署要求，中国人民解放军总后勤部先后制定出台了一批职工管理制度和收入分配制度改革的政策规定，正式职工逐渐减少，用人和分配机制逐渐搞活，但仍存在管理机制不够健全、政策制度不够配套、待遇落实不够到位的问题。为此，2011年经中央军委主席胡锦涛批准，中央军委批转中国人民解放军总后勤部《关于深化军队职工管理制度改革的意见》，要求“要坚持统筹兼顾、分类管理、以人为本和积极稳妥的原则，逐步建立与国家人事劳动和社会保障政策制度相衔接，与军队现代化建设要求相适应的新型职工管理制度。”该意见明确，深化职工管理制度改革分两步走：第一步是做好落实待遇工作，自2011年下半年起制定落实职工待遇的配套文件，理顺保障关系，调整保障方式，促进职工各项生活待遇落实到位；第二步是全面展开职工管理制度改革，自2012年起组织实施事业单位分类改革。
21世纪初，军队职工制度与文职干部、文职人员、非现役公勤人员制度并行。2013年11月中国共产党第十八届中央委员会第三次全体会议《决定》提出，健全完善文职人员制度。这次改革将现有军队人员分为军官、士官、义务兵、文职人员四类，按照“老人老办法、新人新政策”，推进文职干部、文职人员、非现役公勤人员、职工制度向统一的文职人员制度并轨，建立与国家公务员和事业单位工作人员制度衔接、具有比较优势的管理和保障制度机制。

## 中国人民武装警察部队职工
中国人民武装警察部队职工制度与中国人民解放军职工制度类似。